# Борщевик обыкновенный
Борщеви́к обыкнове́нный, или борщевик европейский (лат. Heraclēum sphondylium), — вид растений рода Борщевик (Heracleum) семейства Зонтичные (Apiaceae).

## Ботаническое описание

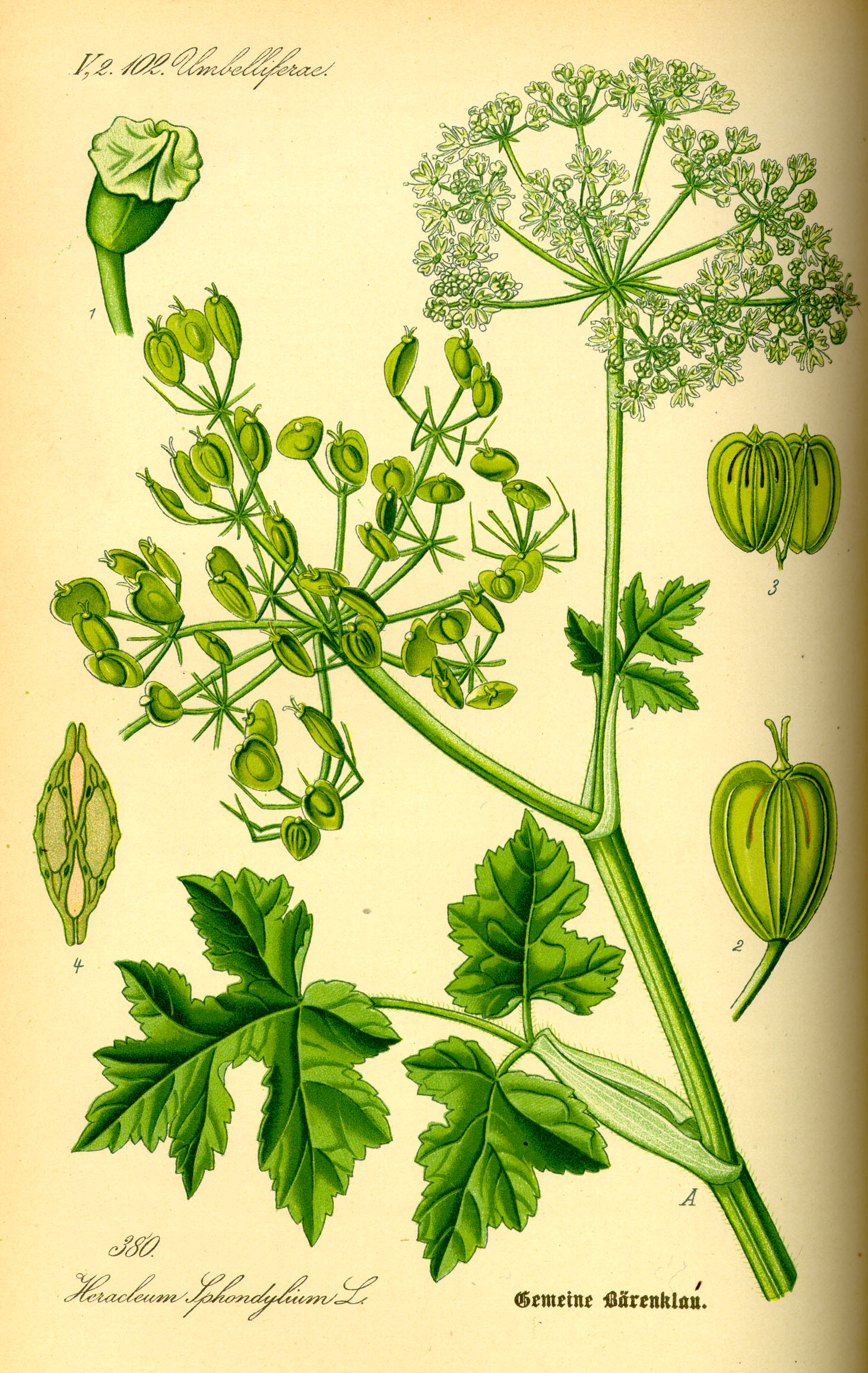

Многолетние поликарпические, реже многолетние монокарпические или двулетние, травянистые растения, до 1,5 м высотой. Корни толстые, стержневые, ветвящиеся. Стебель бороздчато-ребристый, опушённый, при основании 4—20 мм в диаметре. Листья тройчаторассечённые или перисторассечённые, в очертании яйцевидные или эллиптические, 15—25 см длиной, 10—20 см шириной. Черешки желобовидные; влагалище закрытое, вздутое.
Центральный зонтик 10—25-лучевой, до 20 см в диаметре. Зонтички 2—3 см в диаметре, с 20—40 цветками. Цветки белые или розовые (выцветающие), краевые зигоморфные; внешний лепесток широкообратнояйцевидный. Плоды 6—11 мм длиной, 4—9 мм шириной; мерикарпии округлые, от широкообратнояйцевидных до обратнояйцевидных. Цветение в июне—июле; плодоношение в июле—августе. 2n=22.

## Распространение и экология
Европа (кроме самого севера), запад Западной Азии, запад Северной Африки.
Обитает на лугах, по опушкам темнохвойных и широколиственных лесов, на лесных полянах, у дорог, на осыпях в среднегорном и верхнегорном поясах.

## Использование
Корни издавна употребляются в народной медицине при эпилепсии, бронхиальной астме, болезнях желудочно-кишечного тракта (гастрит, энтерит, диспепсия, дизентерия), как желчегонное и болеутоляющее средство; наружно — для лечения болезней кожи (фурункул, дерматомикоз, зудящий дерматоз).
Корни, листья и черешки съедобны в свежем виде, применяются для приготовления супов (см. борщ).
Кормовое растение для свиней и кроликов.

## Классификация

### Таксономия[5]
Heracleum sphondylium L., 1753, Sp. Pl.: 249
Вид Борщевик обыкновенный относится к роду Борщевик (Heracleum) семейства Зонтичные (Apiaceae) порядка Зонтикоцветные  (Apiales). Кладограмма в соответствии с Системой APG IV:
|  |                                      |  |                                   |                                   |                     |  | ещё 6 семейств | ещё 6 семейств |                       |  |                                         |  | еще 146 подтвержденных вида и 33 в статусе "непроверенных" | еще 146 подтвержденных вида и 33 в статусе "непроверенных" |  |
|  |                                      |  |                                   |                                   |                     |  | ещё 6 семейств | ещё 6 семейств |                       |  |                                         |  | еще 146 подтвержденных вида и 33 в статусе "непроверенных" | еще 146 подтвержденных вида и 33 в статусе "непроверенных" |  |
|  |                                      |  |                                   | порядок Зонтикоцветные            |                     |  |                |                | род Борщевик          |  |                                         |  |                                                            |                                                            |  |
|  |                                      |  |                                   | порядок Зонтикоцветные            |                     |  |                |                | род Борщевик          |  | 23 подтвержденных внутривидовых таксона |  |                                                            |                                                            |  |
|  | отдел Цветковые, или Покрытосеменные |  |                                   |                                   | семейство Зонтичные |  |                |                | Борщевик обыкновенный |  |                                         |  |                                                            |                                                            |  |
|  | отдел Цветковые, или Покрытосеменные |  |                                   |                                   |                     |  |                |                |                       |  |                                         |  |                                                            |                                                            |  |
|  |                                      |  | ещё 63 порядка цветковых растений | ещё 63 порядка цветковых растений |                     |  |                | ещё 447 родов  | ещё 447 родов         |  |                                         |  |                                                            |                                                            |  |
|  |                                      |  |                                   | ещё 63 порядка цветковых растений |                     |  |                |                | ещё 447 родов         |  |                                         |  |                                                            |                                                            |  |

### Внутривидовые таксоны
- со статусом «подтвержденный» ('accepted')
  - Heracleum sphondylium f. atropurpureum  (F.Malý)  Nikolic 
  - Heracleum sphondylium f. dissectum  H.Ohba 
  - Heracleum sphondylium f. rubriflorum  H.Ohba 
  - Heracleum sphondylium subsp. algeriense  (Coss.  ex  Batt.  &  Trab.)  Dobignard 
  - Heracleum sphondylium subsp. alpinum  (L.) Bonnier  &  Layens 
  - Heracleum sphondylium subsp. artvinense  (Manden.)  P.H.Davis 
  - Heracleum sphondylium subsp. aurasiacum  (Maire)  Dobignard 
  - Heracleum sphondylium subsp. carpaticum  (Porcius)  Soó 
  - Heracleum sphondylium subsp. cyclocarpum  (K.Koch)  P.H.Davis 
  - Heracleum sphondylium subsp. embergeri  Maire 
  - Heracleum sphondylium subsp. flavescens  (Willd.)  Soó 
  - Heracleum sphondylium subsp. granatense  (Boiss.)  Masclans 
  - Heracleum sphondylium subsp. montanum  (Schleich.  ex  Gaudin)  Briq. 
  - Heracleum sphondylium subsp. orsinii  (Guss.)  H.Neumayer 
  - Heracleum sphondylium subsp. pyrenaicum  (Lam.) Bonnier  &  Layens 
  - Heracleum sphondylium subsp. sibiricum  (L.)  Simonk.  — Борщевик сибирский
  - Heracleum sphondylium subsp. suaveolens  (Litard.  &  Maire)  Dobignard 
  - Heracleum sphondylium subsp. ternatum  (Velen.)  Brummitt 
  - Heracleum sphondylium subsp. transsilvanicum  (Schur)  Brummitt 
  - Heracleum sphondylium subsp. trifoliolatum  (Blanch.)  Kerguélen 
  - Heracleum sphondylium subsp. verticillatum  (Pančić)  Brummitt 
  - Heracleum sphondylium var. fontqueri  O.Bolòs  &  Vigo 
  - Heracleum sphondylium var. rarum  (Gawlowska)  Soó

### Синонимы
- Heracleum angustifolium  Jacq.
- Heracleum angustifolium  M.Bieb.
- Heracleum armoricum  Boreau ex Nyman
- Heracleum australe  Hartm.
- Heracleum chloranthum  Borbás
- Heracleum elegans  (Crantz) Jacq.
- Heracleum laciniatum  Desf.
- Heracleum longifolium  Jacq.
- Heracleum micranthum  Borbás
- Heracleum moritzianum  Thell.
- Heracleum occidentale  Boreau
- Heracleum palmatilobum  DC.
- Heracleum panaces  L.
- Heracleum paniculatum  Lavy
- Heracleum sphondylium var. angustifolium  (Jacq.) C.C.Gmel.
- Heracleum sphondylium var. sphondylium
- Heracleum sphondylium var. stenophyllum  Gaudin
- Heracleum trachycarpum  Soják
- Pastinaca sphondylium  Calest.
- Selinum sphondylium  E.H.L.Krause
- Sphondylium branca  Scop.
- Sphondylium conforme  Moench
- Sphondylium longifolium  Hoffm.
- Sphondylium panaces  Gaertn.
- Sphondylium proteiforme  Bubani
- Sphondylium vulgare  Gray